# Episodi di Life Bites - Pillole di vita (quinta stagione)
La quinta stagione della sitcom Life Bites - Pillole di vita è andata in onda in Italia dal 29 dicembre 2010 con i primi due episodi su Disney Channel Italia. Dal 10 gennaio 2011 al 2 febbraio 2011 è stata trasmessa regolarmente. Uno speciale sul "pesce d'aprile"  è andato in onda il 1º aprile 2011.
| nº | Titolo                                   | Prima TV Italia  |
| -- | ---------------------------------------- | ---------------- |
| 1  | Fidanzatissimi                           | 29 dicembre 2010 |
| 2  | La patente                               | 29 dicembre 2010 |
| 3  | Mai dire calcio                          | 10 gennaio 2011  |
| 4  | Il nuovo motorino                        | 10 gennaio 2011  |
| 5  | Strategie d'amore                        | 11 gennaio 2011  |
| 6  | L'aumento                                | 11 gennaio 2011  |
| 7  | Il musicista                             | 12 gennaio 2011  |
| 8  | The teacher                              | 12 gennaio 2011  |
| 9  | Essere famosi                            | 13 gennaio 2011  |
| 10 | Il nuovo amico                           | 13 gennaio 2011  |
| 11 | Punizione                                | 14 gennaio 2011  |
| 12 | Mamma Giulia e Molly vs Papà e Teo       | 14 gennaio 2011  |
| 13 | L'imbranato                              | 17 gennaio 2011  |
| 14 | Serata con Gym                           | 17 gennaio 2011  |
| 15 | Colpa mia                                | 18 gennaio 2011  |
| 16 | Lo sfogo                                 | 18 gennaio 2011  |
| 17 | Favori tra amici                         | 19 gennaio 2011  |
| 18 | Un papà da record                        | 19 gennaio 2011  |
| 19 | Autostima                                | 20 gennaio 2011  |
| 20 | Star un due trek                         | 20 gennaio 2011  |
| 21 | Il palestrato                            | 21 gennaio 2011  |
| 22 | Giulia & Gym!                            | 21 gennaio 2011  |
| 23 | L'hobby della zia                        | 24 gennaio 2011  |
| 24 | Raccolta fondi                           | 24 gennaio 2011  |
| 25 | Casa pulita                              | 25 gennaio 2011  |
| 26 | Aspettando Carmen                        | 25 gennaio 2011  |
| 27 | Ripetizioni                              | 26 gennaio 2011  |
| 28 | Quel pomeriggio di un giorno da Panino's | 26 gennaio 2011  |
| 29 | Tale madre...                            | 27 gennaio 2011  |
| 30 | Il nuovo antifurto                       | 27 gennaio 2011  |
| 31 | Sincerità                                | 28 gennaio 2011  |
| 32 | Addio orsetto giocondo                   | 28 gennaio 2011  |
| 33 | L'incontro di Teo                        | 31 gennaio 2011  |
| 34 | Mode                                     | 31 gennaio 2011  |
| 35 | Due cuori al prezzo di uno               | 1º febbraio 2011 |
| 36 | Il regalo giusto                         | 1º febbraio 2011 |
| 37 | La finale                                | 2 febbraio 2011  |
| 38 | L'ultimo biglietto                       | 2 febbraio 2011  |
| 39 | Pesce D'Aprile                           | 1º aprile 2011   |
| 40 | Festa a tema                             | 1º aprile 2011   |

## La patente
Giulia viene invitata a una festa di Capodanno, ma i genitori sono troppo impegnati per accompagnarla: l'unica disponibile è la zia, la quale però non ha la patente.
Giulia cerca di aiutarla a prepararsi per l'esame teorico, ma la zia è un'alunna molto difficile. Dopo due mesi la zia è riuscita stranamente a prendere la patente: la notte di Capodanno può tenere fede all'impegno e accompagnare Giulia.
Peccato che la zia ha preso la patente soltanto perché ha fatto impazzire l'istruttore con i suoi lunghi discorsi, così non è in grado di uscire dal parcheggio e trascorre tutta la serata a scontrarsi con le macchine posteggiate vicino, facendo perdere la festa a Giulia, che esplode tra i fuochi d'artificio.

### Curiosità
- Nel secondo episodio della stagione viene detto che la Zia non ha la patente, ma nell'episodio "La Tecno-Zia" della quarta stagione, la Zia afferma di avere nella borsa tutti i suoi documenti, tra cui la patente.

## Mai dire calcio
A casa di Teo è stato invitato a cena un vecchio amico di papà, Gigi, che raccomanda ai figli di non parlare mai di calcio con lui perché da giovane ha mandato all'aria la sua carriera sbagliando un rigore. Passata la serata senza problemi, il papà di Teo dice per sbaglio la parola "calcio" e crede che a Gigi venga una crisi; per fortuna dice che parlare di calcio non lo fa più star male.
Allora la famiglia inizia a scherzare dicendo che Gigi ha perso tutta una carriera sbagliando quel rigore, che ha perso l'occasione della sua vita... Così facendo fanno ritornare a Gigi la crisi che se ne va piangendo. Il papà di Teo, per rimediare, fa tirare un rigore a Gigi e lui si mette in porta. Gigi tira ma il papà para il suo tiro e inizia a esultare e festeggiare facendo star male l'amico.

## Il nuovo motorino
Teo porta a casa la pagella con tutte le materie sufficienti e i genitori gli comprano il motorino, ma mentre passeggiano con Puzzi, trovano il motorino di Teo abbandonato con le chiavi dentro e Teo che fa una partita con gli amici; per far capire al figlio la lezione, i genitori portano il motorino a casa in modo che Teo creda che glielo abbiano rubato e così impari la lezione, ma scoprono che il motorino che hanno portato a casa non è quello di Teo.

## Il musicista
Per piacere a Giulia, Pigi diventa un bravo musicista e cantante e adesso è circondato da ragazze e perfino Giulia gli fa la corte, ma Pigi non sa cosa scrivere per la sua prossima canzone e chiede un consiglio a Giulia; la ragazza gli dice di essere se stesso e Pigi per tutta risposta ritorna quello di prima.

## The teacher
Teo deve imparare l'inglese per fare il traduttore per una partita della "Broccolese" contro una squadra di Londra (lo Scarpon Rovers), allora si fa aiutare dal più bravo maestro di inglese per impararlo. Il maestro è molto strano ma Teo riesce ad imparare l'inglese. Quando Teo va da un dirigente della broccolese per farsi assumere come traduttore imita i gesti del maestro e non lo assumono.
- Special guest star: Andrea Pellizzari è Mr. Brown

## Un papà da record
Papà è invidioso degli altri genitori degli amici di Teo e Giulia, tutti campioni di qualcosa, così prova ad entrare anche lui nel libro dei record; dopo una serie di tentativi falliti arriva l'815° tentativo che lo porta nel libro dei record come record di più tentativi falliti per entrare nel libro.

## Punizione
Qualcuno ha lasciato una macchia sopra il cuscino facendo stare male la mamma (essendo maniaca della pulizia) e il papà pensa che il colpevole sia uno dei tre figli e se non salta fuori, verranno puniti tutti e tre: non potranno vedere la TV, ma alla fine si scopre che il colpevole è il papà stesso.

## Il club segreto
Teo e Gym si rifiutano di studiare sebbene il giorno dopo ci sia l'interrogazione di storia perché credono che si faccia avanti Pigi, ma il ragazzo "secchione" si rifiuta di farsi volontario per l'ennesima volta; allora Teo e Gym escogitano un piano: fingono di fare parte di un club segreto sperando che Pigi ne voglia fare parte e questo funziona; allora dicono a Pigi che se vuole entrare deve prima superare una prova: farsi dare le risposte dell'interrogazione di storia, ma Teo e Gym vengono scoperti.

## L'imbranato
Teo ha l'ennesimo due di picche da una ragazza e Gym gli consiglia di presentarsi ad una ragazza con un ragazzo ancora più imbranato di lui e i due trovano Tinelli; Teo segue il consiglio di Gym, e sembra funzionare, fino a che Tinelli non inciamperà facendosi male e la ragazza che stava con Teo lo lascerà per prendersi cura del dolorante Tinelli.
- Guest star: Matteo Leoni

## Colpa mia
Per non farsi licenziare per aver rotto un peso in palestra, il personal trainer chiede a Teo di prendersi la colpa dinanzi al suo capo, il Gran Personal Trainer. Teo accetta , ma in questo modo viene creduto da tutti come un irresponsabile e punito severamente essendo addirittura bocciato dalla scuola. Alla fine il personal trainer rivela la verità, ma tutti non provano rabbia nei suoi confronti ad eccezione di Teo. Il giorno dopo il personal trainer regala a Teo per farsi perdonare un pallone da basket, ma rompe per sbaglio il vaso della madre di Teo, il quale viene dalla sua famiglia creduto il responsabile anche se il personal trainer ha tentato di prendersi la colpa. Inferocito, Teo inizia ad inseguire il personal trainer per picchiarlo.

## Lo sfogo
Dopo avere pranzato con la zia - durante il quale lei è stata più irritante che mai - la famiglia va a fare un picnic e qui, la mamma decide di sfogarsi dicendo cose brutte sulla zia, ma proprio in quel momento la zia passa dietro di loro e la mamma starà per un po'  con il pensiero che la zia la abbia sentita; per avere la certezza, la mamma decide di rivivere quella scena e dice le stesse parole di quella volta, ma passa di nuovo la zia e stavolta sente (quella volta infatti non aveva sentito) e le fa la predica; per farsi perdonare, la mamma, decide di creare un fan club per la zia, ma il papà afferma che la zia non se lo merita affatto e parla male anche lui della zia, ma in quel momento, la zia passa davanti a casa loro e sente.
- Nota: In questo episodio, quando la mamma credendo di telefonare alla zia telefona ad un numero sbagliato, egli che ha chiamato dice di salutargli Luca, Valentina e Beatrice, gli attori rispettivamente di Teo, Giulia e Molly.

## Autostima
Pigi è un fifone e ha paura di tutto; allora, Teo e il personal trainer, decidono di farlo partecipare ad uno scontro di kingboxing ma devono trovare un avversario molto debole; Teo trova Tommasino Debolino: un uomo piccolo e mingherlino che fa a caso suo, ma al momento dello scontro, Tommasino, si rivela il cattivissimo campione mondiale di kingboxing e stravince.

## Giulia e Gym
Giulia prova a dichiararsi a Gym e riesce a rimediare un appuntamento; il giorno dopo, Giulia e Gym si incontrano al parco e finalmente si baciano; la speranza ora è che Gym non se lo dimentichi, ma poco dopo verrà travolto da una squadra di giocatori di rugby dimenticandosi del bacio.

## L'hobby della zia
La famiglia sta aspettando la zia per il tè, ma stranamente non arriva; la famiglia dovrebbe essere contenta invece è preoccupata perché di solito la zia non è mai in ritardo; stavolta arriverà con mezz'ora di ritardo perché frequenta un corso di lavori a maglia che è alla stessa ora del tè e per non perdere nessuno dei due, la zia invita tutte le signore del corso a bere il tè.

## Raccolta fondi
La palestra chiuderà perché non ha abbastanza soldi; per evitarlo, Teo, Pigi e Gym tentano di raccogliere fondi ma ogni loro tentativo si rivela un disastro e alla fine donano tutti i loro soldi alla palestra che così rimarrà aperta.

## Casa pulita
È l'anniversario dei genitori e Giulia e Molly hanno preparato una torta, che però verrà mangiata tutta da Teo; la mamma allora chiede ai figli di dare una mano in casa; in realtà, la mamma ha preso in giro i figli per convincerli a pulire e quando finiscono, lei e il papà, decidono di andare a mangiare al ristorante, ma i figli hanno esagerato con la cera e adesso, il pavimento è talmente scivoloso da impedire ai genitori di uscire.

## Aspettando Carmen
Carmen ha l'abitudine di arrivare molto in ritardo e così, Giulia e Sissy, le insegnano ad essere puntuale, ma alla fine, Carmen diventerà maniaca della puntualità tanto da fare la predica a Giulia e Sissy perché sono arrivate con due minuti di ritardo. Ma siccome Giulia e Sissy hanno spostato l'ora di ogni orologio alla fine però c'è una gran confusione a casa.

## Ripetizioni
Giulia ha tutte le materie sufficienti tranne storia e così, la mamma, le fa prendere ripetizioni; Giulia non è per niente contenta, ma lo diventerà quando arriverà il suo maestro che è molto bello, ma Giulia è talmente brava che basterà una sola lezione e ben sapendo che non vedrà mai più il maestro, decide di sembrane un caso disperato, così che possa vedere il maestro altre volte, ma il giorno dopo, scopre che a causa della gravità della situazione, la mamma (che naturalmente non sapeva che Giulia stesse fingendo) decide chiamare la professoressa di storia perché sia lei a darle ripetizioni.

## Il nuovo antifurto
Il papà ha comprato un nuovo antifurto che è molto sensibile ed estremamente sicuro, per spegnerlo ci vuole un codice, ma il papa si limita semplicemente a dire che il codice è la data più importante della loro famiglia e poi va a fare jogging e tornerà per cena. Mentre lui è via, Teo vuole dimostrare che la data più importante per la loro famiglia è la sua data di nascita; attiva l'antifurto e la inserisce, ma l'antifurto non si spegne; lui, Giulia e Molly provano ad inserire tutte le date che conoscono, ma non trovano quella giusta; alla fine torna il papà che spegne l'antifurto inserendo la data giusta ovvero 09/07/2006: la data in cui l'Italia vince i mondiali di calcio a Berlino. 

## La finale
Teo e Gym devono studiare e non possono vedere in TV la finale della Broccolese. Decidono così di farla registrare da Pigi e, non appena hanno il DVD della partita, cercano di evitare che qualcuno gli rovini la sorpresa dicendogli i risultati, ma non appena sono a casa
e tentano di vedere il DVD trovano sul menù opzioni proprio il risultato della finale in cui la Broccolese aveva perso. Teo e Gym ripagheranno a Pigi la stessa moneta.

## L'ultimo biglietto
Sissy ha preso due biglietti per poter incontrare a un concerto il cantante Mark Lovers, ma il secondo biglietto deve andare a Giulia oppure a Carmen. Le due iniziano a litigare e alla fine il personal trainer le propone una gara di cyclette in cui chi vince avrà il biglietto. Vince poi Giulia, ma il personal trainer la invita con la forza ad una festa per aver superato un irraggiungibile record senza farla andare al concerto. Giulia e Carmen piangono dinanzi a Sissy per essersi persi per colpa del personal trainer tutto il concerto.